# Schodišťový žlábek pro jízdní kola

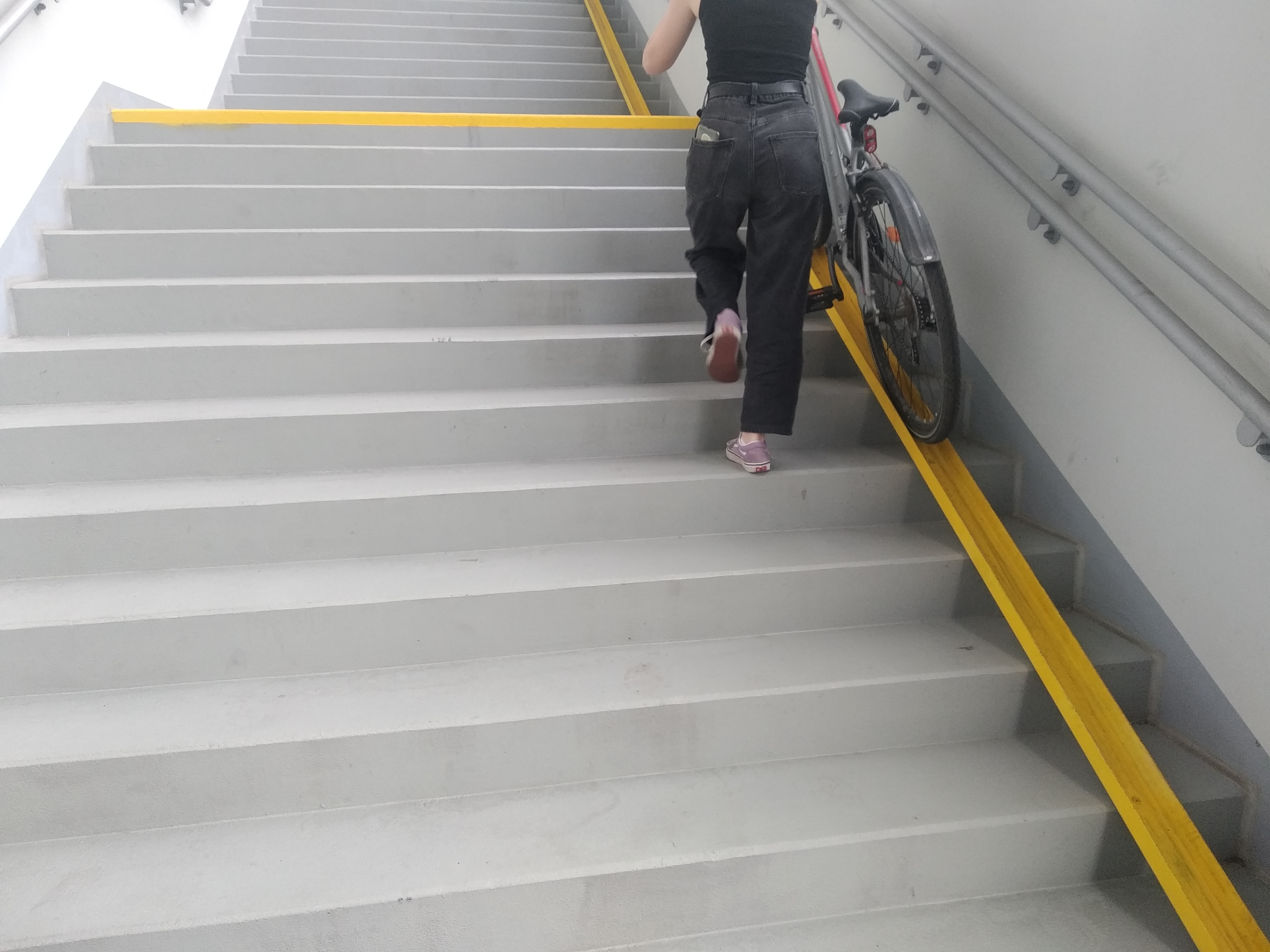
Žlábek pro kola na schodišti v Polsku

Schodišťový žlábek pro jízdní kola (rampa, nájezd) je speciální dráha, o něco širší než kolo jízdního kola, a slouží pro pohodlný výstup nebo sestup s jízdním kolem. 

## Možnosti provedení
Žlábek může být utvořen z betonu, ve větší míře se ale používá ocelový profil ve tvaru U. Pokud schodiště obsahuje podesty, je u nich žlábek ukončen. Obvykle bývá žlábek umístěn pouze na jedné straně schodiště. V některých provedeních jsou umístěny dva žlábky vedle sebe v určitém rozestupu a mohou posloužit i pro snadný výstup nebo sestup s kočárkem. 